# Margaret Dumont
(Margaret Dumont)
Margaret Dumont, pseudonimo di Daisy Juliette Baker (Brooklyn, 20 ottobre 1882 – Hollywood, 6 marzo 1965), è stata un'attrice statunitense.
È ricordata quale partner dei Fratelli Marx, con i quali recitò in sette film tra il 1929 e il 1941.

## Biografia
Allevata dal padrino Joel Chandler Harris, creatore dei personaggi di Fratel Coniglietto e di Compar Volpone, iniziò a recitare giovanissima cimentandosi nell'opera e nel music-hall e lavorando anche in Gran Bretagna e Francia. Nel 1910, durante le repliche della commedia musicale The Summer Widowers, conobbe John Mollen Jr., un uomo d'affari di New York, che sposò abbandonando la carriera artistica.
Dopo la morte del marito, nel 1919 la Dumont ritornò sulle scene teatrali e, durante le rappresentazioni di The Four Flusher, venne notata dal produttore Sam Harris, che la scritturò per il ruolo di Mrs. Potter nella commedia musicale The Cocoanuts (1925), messa in scena a Broadway dai Fratelli Marx. Per la Dumont, The Cocoanuts fu il primo di una lunga serie di duetti con Groucho Marx, un sodalizio artistico che venne immediatamente consolidato con la successiva rappresentazione della commedia Animal Crackers (1928), nel ruolo di Mrs. Rittenhouse.
Margaret Dumont si confermò partner ideale di Groucho Marx anche sullo schermo, quando Le noci di cocco (1929) e Animal Crackers (1930) vennero trasposti sul grande schermo. L'attrice sviluppò un personaggio che caratterizzò con grande bravura nei successivi cinque film interpretati con i Fratelli Marx, quello di una distinta signora dell'alta società, che viene corteggiata insistentemente da Groucho e riesce a mantenere imperturbabilità e aplomb, nonostante le situazioni paradossali in cui viene coinvolta dal suo bizzarro spasimante.
(Groucho Marx)
Con La guerra lampo dei Fratelli Marx (1933), Una notte all'opera (1935), Un giorno alle corse (1937), per il quale vinse il premio della Screen Actors Guild, Tre pazzi a zonzo (1938) e Il bazar delle follie (1941), perfezionò il suo ruolo di "spalla" di Groucho.
(Margaret Dumont)
Oltre ai sette film interpretati con i Fratelli Marx, apparve al fianco di alcuni tra i più popolari comici dell'epoca, come W. C. Fields in Never Give a Sucker an Even Break (1941), Laurel & Hardy in Maestri di ballo (1944), Danny Kaye in Così vinsi la guerra (1944), Red Skelton in Bellezze al bagno (1944), Jack Benny in La tromba squilla a mezzanotte (1945) e Gianni e Pinotto in Il piccolo gigante (1946). La sua carriera proseguì durante gli anni cinquanta, con sporadici ruoli di caratterista, fino al suo ultimo film, la commedia La signora e i suoi mariti (1964), in cui interpretò la madre bisbetica della protagonista Shirley MacLaine.
Margaret Dumont morì per un collasso cardiaco, il 6 marzo 1965, all'età di 82 anni, pochi giorni dopo la sua ultima apparizione nello show televisivo The Hollywood Palace accanto al suo partner storico Groucho Marx, insieme al quale aveva riproposto alcune battute tratte da Animal Crackers.

## Filmografia

### Cinema
- Il marchese d'Evremonde (A Tale of Two Cities), regia di Frank Lloyd (1917)
- I nemici delle donne (Enemies of Women), regia di Alan Crosland (1923)
- Humorous Flights, regia di Fred Fleck (1929)
- Le noci di cocco (The Cocoanuts), regia di Robert Florey e Joseph Santley (1929)
- Animal Crackers, regia di Victor Heerman (1930)
- The Girl Habit, regia di Edward F. Cline (1931)
- Here, Prince, regia di Joseph Henabery (1932)
- La guerra lampo dei Fratelli Marx (Duck Soup), regia di Leo McCarey (1933)
- We're Rich Again, regia di William A. Seiter (1934)
- Fifteen Wives, regia di Frank R. Strayer (1934)
- Gridiron Flash, regia di Glenn Tryon (1934)
- Nei boschi del Kentucky (Kentucky Kernels), regia di George Stevens (1934)
- Lo scandalo del giorno (After Office Hours), regia di Robert Z. Leonard (1935)
- Gipsy Sweetheart (cortometraggio), regia di Ralph Staub (1935)
- Tentazione bionda (Reckless), regia di Victor Fleming (1935)
- Orchids to You, regia di William A. Seiter (1935) (non accreditata)
- Codice segreto (Rendezvous), regia di William K. Howard, Sam Wood (1935)
- Una notte all'opera (A Night at the Opera), regia di Sam Wood (1935)
- Anything Goes, regia di Lewis Milestone (1936)
- Song and Dance Man, regia di Allan Dwan (1936)
- Un giorno alle corse (A Day at the Races), regia di Sam Wood (1937)
- The Life of the Party, regia di William A. Seiter (1937)
- Youth on Parole, regia di Phil Rosen (1937)
- High Flyers, regia di Edward F. Cline (1937)
- Wise Girl, regia di Leigh Jason (1937)
- Passione ardente (Dramatic School), regia di Robert B. Sinclair (1938)
- Tre pazzi a zonzo (At the Circus), regia di Edward Buzzell (1939)
- Donne (The Women), regia di George Cukor (1939) (scene cancellate)
- For Beauty's Sake, regia di Shepard Traube (1941)
- Il bazar delle follie (The Big Store), regia di Charles Francis Riesner (1941)
- Never Give a Sucker an Even Break, regia di Edward F. Cline (1941)
- Born to Sing, regia di Edward Ludwig (1942)
- Sing Your Worries Away, regia di A. Edward Sutherland (1942)
- About Face, regia di Kurt Neumann (1942) (cortometraggio)
- Rhythm Parade, regia di Howard Bretherton e Dave Gould (1942)
- Maestri di ballo (The Dancing Masters), regia di Malcolm St. Clair (1943)
- Così vinsi la guerra (Up in Arms), regia di Elliott Nugent (1944)
- Seven Days Ashore, regia di John H. Auer (1944)
- Bellezze al bagno (Bathing Beauty), regia di George Sidney (1944)
- La tromba squilla a mezzanotte (The Horn Blows at Midnight), regia di Raoul Walsh (1945)
- Il cavallino d'oro (Diamond Horseshoe), regia di George Seaton (1945)
- Sunset in El Dorado, regia di Frank McDonald (1945)
- Il piccolo gigante (Little Giant), regia di William A. Seiter (1945)
- Susie Steps Out, regia di Reginald Le Borg (1946)
- Three for Bedroom C, regia di Milton H. Bren (1952)
- Quattro morti irrequieti (Stop, You're Killing Me), regia di Roy Del Ruth (1952)
- Processo al rock and roll (Shake, Rattle & Rock!), regia di Edward L. Cahn (1956)
- La signora mia zia (Auntie Mame), regia di Morton DaCosta (1958)
- Zotz!, regia di William Castle (1962)
- La signora e i suoi mariti (What a Way to Go!), regia di J. Lee Thompson (1964)

### Televisione
- Mio padre, il signor preside (The Stu Erwin Show) - serie TV, 3 episodi (1951-1952)
- Hollywood Opening Night - serie TV, 1 episodio (1953)
- The Bob Hope Show - serie TV, 1 episodio (1956)
- Studio 57 - serie TV, 1 episodio (1956)
- The Donna Reed Show - serie TV, 1 episodio (1959)
- The Dinah Shore Chevy Show - serie TV, 1 episodio (1960)

## Doppiatrici italiane
- Wanda Tettoni in Bellezze al bagno, La signora e i suoi mariti
- Mignon Cocco in Il piccolo gigante
- Anna Teresa Eugeni ne Le noci di cocco (doppiaggio tardivo), Animal Crackers (doppiaggio tardivo), Tre pazzi a zonzo (ridoppiaggio), Un giorno alle corse (ridoppiaggio)
- Benita Martini ne La guerra lampo dei fratelli Marx (doppiaggio tardivo)